# 邁可·提爾森·湯瑪斯

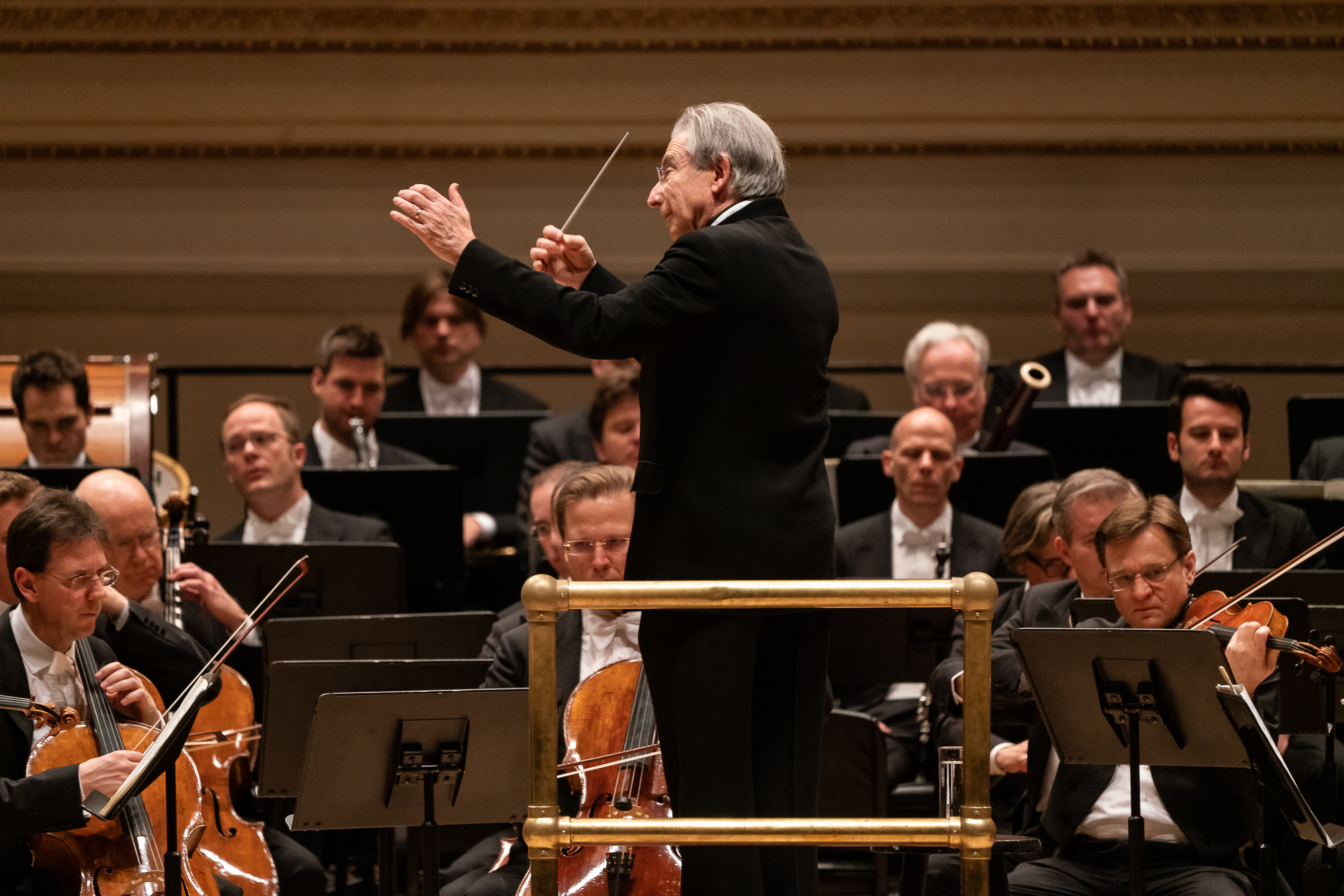
迈克尔·蒂尔森·托马斯在卡内基音乐厅指挥维也纳爱乐乐团演出马勒的第九交响曲，2019年3月6日

迈克尔·蒂尔森·托马斯（英語：Michael Tilson Thomas，也被简称为“MTT”，1944年12月21日—），美国指挥家，钢琴家，作曲家。他目前是新世界交响乐团的艺术总监，旧金山交响乐团的桂冠音乐总监，以及伦敦交响乐团的桂冠指挥。他于1995-2020年担任旧金山交响乐团的音乐总监，被广泛认为将该乐团转变为了美国最好的乐团之一。

## 生平

### 早年
迈克尔·蒂尔森·托马斯出生于加利福尼亚州洛杉矶，是百老汇舞台管理泰德·托马斯（Ted Thomas）和中学历史老师罗伯塔·托马斯（Roberta Thomas）的独生子。蒂尔森·托马斯在南加州大学师从約翰·克朗（John Crown）学习钢琴，师从英戈夫·達爾学习作曲和指挥，师从爱丽丝·埃勒斯学习羽管键琴，并于1967年毕业。

### 职业生涯
从1968年到1994年，蒂尔森·托马斯七次担任奥哈伊音乐节的音乐总监。1969年，在获得库塞维兹基指挥大奖之后，他被任命为波士顿交响乐团助理指挥，并于同年10月代替生病的威廉·斯坦伯格演出，获得国际认可，他在波士顿交响任助理指挥直到1974年，期间在德意志留声机唱片公司有过录音。1971–1979年，担任布法罗爱乐乐团的音乐总监，与哥伦比亚唱片公司有过合作。1971-1977年兼任纽约爱乐乐团“年轻人的音乐会”系列演出的音乐总监。1981-1985年任洛杉矶爱乐乐团首席客座指挥。
1987年，蒂尔森·托马斯在佛罗里达州迈阿密海滩创立了新世界交响乐团，该乐团旨在为美国的音乐学院毕业的大量有天赋的年轻音乐家提供培训。他担任该乐团的艺术总监至2022年。
1988-1995年，蒂尔森·托马斯担任伦敦交响乐团的首席指挥，并与其为哥伦比亚唱片等唱片公司录制唱片，著名唱片有马勒的第三交响曲。1995年，蒂尔森·托马斯成为旧金山交响乐团的音乐总监。他与该乐团的首次合作是1974年1月指挥马勒的第九交响曲。随着出任旧金山交响乐团音乐总监，他在伦敦交响乐团的职务改为首席客座指挥，后于2016年成为桂冠指挥。在他与旧金山交响乐团合作的第一个乐季中，蒂尔森·托马斯几乎在每场演出中都安排了一部美国作曲家的作品，包括卢·哈里森作品的首次的管弦乐队演出，并以为期两周的专注美国音乐的“美国音乐节”结束。在他任职期间，乐团开始在自己的SFS Media厂牌上发行唱片。2017年10月，乐团宣布蒂尔森·托马斯将在2019-2020乐季结束时结束其音乐总监的任期，并随后成为桂冠音乐总监。
蒂尔森·托马斯于2009年与YouTube合作，帮助创建了YouTube交响乐团，该管弦乐团的成员根据试听YouTube上来自30个国家或地区的3,000多个视频从中选出。该乐团以及梅森·贝茨、米莎·布鲁格戈斯曼、约书亚·罗曼、吉尔·沙汉姆、王羽佳、杰斯·拉森（Jess Larsen）、刘明明和汪振波等独奏家参加了在纽约茱莉亚音乐学院举行的超过三天的古典音乐峰会。4月15日，活动在卡内基音乐厅的现场音乐会中达到高潮。音乐会后来在YouTube上播放。2011年3月20日，蒂尔森·托马斯还在悉尼指挥了“YTSO2”（YouTube Symphony Orchestra 2）。

### 罹患脑癌
2021年7月底，蒂尔森·托马斯被诊断出患有胶质母细胞瘤（一种具侵袭性的脑癌），并进行了手术治疗。8月6日，蒂尔森·托马斯宣布他将暂停活动几个月，以从手术中恢复；11月5日，他指挥纽约爱乐重返舞台，这也是他十年来与纽约爱乐的第一次演出。2022年3月2日，蒂尔森·托马斯宣布他因健康问题辞去新世界交响乐团的艺术总监一职。他称癌症正在得到控制，但未来的情况尚不确定。

## 个人生活
作为公开的同性恋者，蒂尔森·托马斯与他40多年的同伴约书亚·罗宾逊（Joshua Robison）住在旧金山，他们于2014年11月2日结婚。

## 作品

### 商业录音
蒂尔森·托马斯录制了120多张唱片，涉猎广泛，又特别拥护现代美国音乐作品。他还以对马勒作品的诠释而闻名，他与旧金山交响乐团合作录制的九部马勒交响曲和其他主要管弦乐作品录音已在旧金山交响乐团自家厂牌上以SACD发行。蒂尔森·托马斯也被认为是阿隆·科普兰、查理斯·艾夫斯和斯蒂夫·莱奇的权威诠释者。

### 作曲
蒂尔森·托马斯的作曲作品包括《安妮日记》（From the Diary of Anne Frank，1990年）、 《昭和》（Shówa/Shoáh，1995 年，纪念广岛原子弹爆炸五十周年）、 《艾米利·迪金森的诗》（Poems of Emily Dickinson，2002年）和《城市传说》（Urban Legend，2002年）。

## 获奖与荣誉
蒂尔森·托马斯获得过皮博迪奖（2007年）、国家艺术奖章（2009年）、肯尼迪中心荣誉奖（2019年）等奖项。他亦于2006年当选美国艺术与科学院院士，2018年当选美国艺术暨文学学会荣誉会员。蒂尔森·托马斯录制的唱片获得过12个格莱美奖，《留声机》杂志将他评为2005年年度艺术家。